# Битва при Габиене
Битва при Габие́не — решающее сражение Второй войны диадохов между войсками под командованием Антигона и Эвмена, которое состоялось в конце 317 или 316 года до н. э.
В самом начале сражения войско Эвмена покинул сатрап Персиды Певкест со своей агемой и 1500 всадниками. Антигон ещё перед битвой обратил внимание на слабый правый фланг противника и незащищённость лагеря. Поэтому он приказал своим элитным отрядам конницы во время сражения обогнуть правый фланг Эвмена и захватить лагерь. На поле боя успех сопутствовал Эвмену. К концу дня войско Антигона потеряло около 5 тысяч воинов убитыми, в то время как потери Эвмена составили 300 воинов.
После сражения мнения о дальнейших действиях в войске Эвмена разделились. Воины самого элитного отряда аргираспидов, который состоял из ветеранов походов Филиппа II и Александра Македонского, заявили, что Эвмен втянул их пустыми обещаниями в бесконечную войну и под конец жизни лишил всего имущества, жён и детей, которые были пленены в лагере. Они отправили послов к Антигону. Военачальник согласился вернуть всё захваченное при условии, что к нему будет доставлен пленный Эвмен. Аргираспиды пошли на это требование.
После казни Эвмена Антигон стал самым могущественным человеком в Азии и объявил себя новым царём. Следующие пятнадцать лет Антигон уже воевал против коалиции военачальников-«сепаратистов» Кассандра, Лисимаха, Птолемея и Селевка.